# 계가
계가(計家, counting)는 바둑에서 대국을 마친 후 승패를 가리기 위해 집 수를 셈하는 것이다.

## 계가 하는 법
- 바둑을 다 둔 후, 집 수는 변형되지 않도록 집 모양들을 사각으로 만든다.
  - 어지럽게 놓아진 바둑돌들을 정리하는 일이다. 바둑에서 대국을 장난으로 두지 않는 한 사각모양의 집은 나오지 않기 때문에, 집 주변의 돌을 모아 네모나게 집의 각을 잡아준다.
  - 만약 어떻게 해 보아도 사각이 되지 않을 경우, 사각이 되지 않는 남은 집을 뺀 상태로 사각을 만든다. 그리고 계산이 끝난 후 남은 집의 수를 더한다.
- 사각으로 만든 후, 가로집(집이 사각일 때, 가장자리 가로로 된 집)과 세로집(집이 사각일 때, 가장자리 세로로 된 집)을 곱셈한다.
  - 가로집은 이렇게 설명할 수 있다. 집이 □ 모양일 시, 가장 위 혹은 아랫부분의 줄(─)이 가로집이 된다. 즉, 윗 부분의 집 수가 4고 왼쪽 부분의 집 수가 5라면 그 집은 20칸이다.(4X5=20)
  - 세로집은 이렇게 설명할 수 있다. 집이 □ 모양일 시, 가장 왼쪽 혹은 오른쪽부분의 줄(│)이 세로집이 된다. 즉, 윗 부분의 집 수가 4고 왼쪽 부분의 집 수가 5라면 그 집은 20칸이다.(4X5=20)
- 이 방식으로 모든 집을 계산한 후, 잡았던 상대의 돌을 가지고 있으면 그 돌의 수만큼 상대방의 집을 메운다. 그리고 나서 남은 집들의 수를 합산하여 경기의 승패를 판가름한다.

## 계가법의 차이
한국, 일본식 룰과 중국식 룰의 계가법은 다음과 같은 차이가 존재한다.
- 한국, 일본식: 자신의 집 안의 빈 점 개수 + 자신이 따낸 상대의 돌 개수 + 덤(호선이고 백을 쥘 경우)
- 중국식: 자신의 집 안의 빈 점 개수 + 살아있는 자신의 돌 개수 + 덤(호선이고 백을 쥘 경우)
- 대만식 : 전만법

예를 들어, 집 모양이 다음과 같다고 가정한다면 (덤과 사석은 없다고 가정)
|  |  |  |  |  |  |  |  |  |
|  |  |  |  |  |  |  |  |  |
|  |  |  |  |  |  |  |  |  |
|  |  |  |  |  |  |  |  |  |
|  |  |  |  |  |  |  |  |  |
|  |  |  |  |  |  |  |  |  |
|  |  |  |  |  |  |  |  |  |
|  |  |  |  |  |  |  |  |  |
|  |  |  |  |  |  |  |  |  |

이 경우 둘 다 붉은 동그라미가 있는 곳에 두어도 집 수는 늘어나지 않기 때문에 일본식 룰에서는 무승부이지만, 중국식 룰에서는 살아있는 자신의 돌 개수를 집 수에 포함시키기 때문에 붉은 동그라미에 먼저 두는 쪽의 1집승이 된다.